# Sten Olof Rodhe
Sten Olof Rodhe, född 7 september 1904 i Stockholm, död 18 januari 1983 i Uddevalla, var en svensk agronom. Han var son till Olof Rodhe och Johanna Jansson.
Efter studentexamen 1922 blev Rodhe filosofie kandidat vid Uppsala universitet 1925 och avlade agronomexamen vid Ultuna 1928. Han blev amanuens vid Lantbruksstyrelsen 1928 och var verkställande direktör för Göteborgs och Bohus läns hushållningssällskap från 1934.
Rodhe blev ledamot av styrelsen för Göteborgs bank i Uddevalla 1942, ordförande från 1960, var sekreterare i hushållningssällskapsutredningen 1941–42, i utredningen rörande mjölkboskapskontroll 1946–48, styrelseledamot i Hushållningssällskapens förbund 1948–62 och ledamot av jordbruksupplysningskommittén 1958–61. Han skrev Göteborgs och Bohus läns hushållningssällskap 1814–1964 (1964) och utredningsbetänkanden.